# Exogone simplex
Exogone simplex är en ringmaskart som beskrevs av Hartmann-Schröder 1960. Exogone simplex ingår i släktet Exogone och familjen Syllidae. Utöver nominatformen finns också underarten E. s. dentata.